# Аяз, Недждет
Недждет Аяз (тур. Necdet Ayaz; род. 4 июля 1958, Элязыг) — турецкий легкоатлет, выступавший в беге на длинные дистанции. Участник летних Олимпийских игр 1984 года.

## Биография
Недждет Аяз родился 4 июля 1958 года в турецком городе Элязыг.
Дважды участвовал в чемпионатах Европы по лёгкой атлетике в беге на 5000 метров и оба раза занимал последние места в полуфинале. В 1978 году в Праге показал результат 13 минут 55,7 секунды, в 1986 году в Штутгарте — 14.02,08.
Дважды выступал на Средиземноморских играх. В 1979 году в Сплите в беге на 5000 метров занял 7-е место (14.16,0), в беге на 10 000 метров не завершил дистанцию. В 1983 году в Касабланке в беге на 5000 метров финишировал на 8-й позиции (14.18,38), в беге на 10 000 метров — на 7-й (30.05,22).
В 1981 году участвовал в летней Универсиаде в Бухаресте. В беге на 5000 метров занял 10-е место (13.58,72), в беге на 10 000 метров выбыл в полуфинале, не закончив дистанцию.
В 1984 году вошёл в состав сборной Турции на летних Олимпийских играх в Лос-Анджелесе. В беге на 5000 метров занял в четвертьфинале 11-е место, показав результат 14 минут 36,89 секунды и уступив 49,33 секунды попавшему в полуфинал с 7-го места Полу Уильямсу из Канады. В беге на 10 000 метров не смог завершить полуфинальный забег.
В 1986 году завоевал золотую медаль Балканского чемпионата в беге на 10 000 метров.

## Личные рекорды
- Бег на 3000 метров — 7.58,34 (23 июля 1985, Эдинбург)[2]
- Бег на 5000 метров — 13.39,31 (6 июля 1982, Стокгольм)[2]
- Бег на 10 000 метров — 29.08,02 (1982)[6]